# Цуглуй (комуна)
Цуглуй (рум. Țuglui) — комуна у повіті Долж в Румунії. До складу комуни входять такі села (дані про населення за 2002 рік):
- Жіул (285 осіб)
- Цуглуй (2694 особи)

Комуна розташована на відстані 183 км на захід від Бухареста, 15 км на південь від Крайови.

## Населення
За даними перепису населення 2002 року у комуні проживали 2979 осіб.
Національний склад населення комуни:
| Національність   | Кількість осіб | Відсоток |
| ---------------- | -------------- | -------- |
| румуни           | 2941           | 98,7%    |
| цигани           | 34             | 1,1%     |
| росіяни-липовани | 2              | 0,1%     |
| угорці           | 1              | < 0,1%   |
| болгари          | 1              | < 0,1%   |

Рідною мовою назвали:
| Мова       | Кількість осіб | Відсоток |
| ---------- | -------------- | -------- |
| румунська  | 2976           | 99,9%    |
| циганська  | 1              | < 0,1%   |
| російська  | 1              | < 0,1%   |
| болгарська | 1              | < 0,1%   |

Склад населення комуни за віросповіданням:
| Релігія        | Кількість осіб | Відсоток |
| -------------- | -------------- | -------- |
| православні    | 2928           | 98,3%    |
| бретрени       | 33             | 1,1%     |
| адвентисти     | 8              | 0,3%     |
| не релігійні   | 7              | 0,2%     |
| лютерани       | 2              | 0,1%     |
| греко-католики | 1              | < 0,1%   |